# Alfonso Bullón de Mendoza
Alfonso Bullón de Mendoza y Gómez de Valugera (Madrid, 29 de octubre de 1963) es un historiador y propagandista católico español especializado en historia del carlismo y la Segunda República.  Desde el 21 de julio de 2018 es presidente de la Asociación Católica de Propagandistas (ACdP) y desde 2021 preside el periódico digital El Debate, continuador del anterior El Debate fundado por Ángel Herrera Oria.

## Biografía
Es hijo de Alfonso Bullón de Mendoza, VIII marqués de Selva Alegre, catedrático y correspondiente de la Real Academia de la Historia y nieto de Eloy Bullón Fernández.
Doctor en Historia, con Premio Extraordinario, por la Universidad Complutense de Madrid, ha obtenido también el Premio Europeo Philips para Jóvenes Científicos e Inventores (1984), el Premio Ejército de Investigación (1991) y el Premio Hernando de Larramendi de Historia del Carlismo (1992). 

### Cargos y responsabilidades
Ha desempeñado diversos puestos, entre los que destacan: la vicepresidencia de la Sección de Historia del Ateneo de Madrid (1988-1989) y la coordinación del Área de Historia de los Cursos de Verano de la Universidad Complutense de Madrid en El Escorial (1992-1996). También ha sido rector de la Universidad CEU Cardenal Herrera de Valencia (2004-2007) y de la Universidad CEU San Pablo de Madrid (2007-2009), además de director de Aportes. Revista de Historia Contemporánea. En 2009 fue nombrado director del Instituto CEU de Estudios Históricos. 

#### Presidente de la Asociación Católica de Propagandistas (ACdP)
Desde el 21 de julio de 2018 es presidente de la Asociación Católica de Propagandistas cuyo cargo implica ser gran canciller de las universidades Abad Oliva CEU (Barcelona), Universidad CEU Cardenal Herrera (Valencia), CEU San Pablo (Madrid) y de la Universidad CEU Fernando III. Además de ser presidente de la Fundación Universitaria San Pablo-CEU, en la que se integran veinticinco centros docentes distribuidos en once ciudades, y donde se forman anualmente treinta mil alumnos.

## Publicaciones
Autor de casi un centenar de publicaciones, entre las que cabe destacar: 
- La expedición del General Gómez (1984)
- Auge y ocaso de Don Carlos: La expedición Real (1986)
- La Primera Guerra Carlista (1992)
- El ejército realista en la Independencia de América (1993, en colaboración con José Semprún)
- La Contrarrevolución Legitimista (1995, Dir., con Joaquim Veríssimo Serrão)
- El Alcázar de Toledo: final de una polémica (1997, en colaboración con Luis Eugenio Togores Sánchez)
- Las guerras carlistas en sus documentos (1998)
- Historias orales de la guerra civil (2000, en colaboración con Álvaro de Diego)
- Amor y nobleza en las postrimerías del Antiguo Régimen (2002)
- José Calvo Sotelo (2004).[nota 1]

Además, ha sido director y guionista de:
- Serie Mitos al Descubierto, junto a Luis Eugenio Togores. Producida por el Instituto CEU de Estudios Históricos y emitida por Telemadrid (laOtra).
- Documental La caída del muro de Berlín. 25 Aniversario (2014).

### Algunas valoraciones historiográficas
En 1998 José Antonio Gallego, autor de varios trabajos históricos sobre el carlismo, afirmó en su reseña sobre el libro Las guerras carlistas en sus documentos que Bullón de Mendoza «es, sin duda, a pesar de su juventud, uno de los mejores y más prolíficos historiadores del momento, con una obra dedicada esencialmente al estudio del Carlismo». Posteriormente otros historiadores y ensayistas han calificado las obras de Bullón de Mendoza de forma diferente. El profesor de historia Hugo García Fernández, especializado en la propaganda exterior durante la guerra civil, ha afirmado que la historiografía de Bullón de Mendoza está adscrita a una versión «neofranquista», mientras que el ensayista Jordi Amat lo considera un autor «especializado en el carlismo y paradigma del revisionismo neofranquista». La selección de los temas tratados en la serie de documentales Mitos al Descubierto respondería, según Santos Juliá —historiador social y especialista en la figura de Manuel Azaña— a un criterio propagandístico más que histórico, siguiendo la línea de Ricardo de la Cierva, y tratando de justificar el golpe de 1936. Para la periodista del diario La Razón Daniela Varela, en cambio, el documental «responde a una exhaustiva labor de investigación» y se completa con el análisis de reputados historiadores especialistas en el tema, material audiovisual inédito y reconstrucciones históricas de gran calidad.

## Academias y asociaciones a las que pertenece
- Académico correspondiente de la Real Academia de la Historia[20]
- Académico de la Academia Portuguesa de la Historia[21]
- Académico de la Real Academia Sevillana de Buenas Letras.[22]
- Académico de la Real Academia de Doctores (2022)[23]